# Albion Avdijaj
Albion Qaush Avdijaj (* 12. Januar 1994 in Zürich, Schweiz) ist ein albanisch-schweizerischer Fussballspieler.

## Vereinskarriere

### Anfänge bei Vereinen in Zürich und Hoffenheim
Avdijajs Eltern stammten aus dem heutigen Kosovo. Er begann mit dem Fussballspielen beim FC Red Star Zürich, wo er bis 2003 blieb. Danach wechselte er zu den bekannten Grasshoppers. 2005 wechselte er für zwei Jahre auf Leihbasis zum Lokalrivalen FC Zürich. 2007 kehrte er zu den Grasshoppers zurück und spielte noch drei Jahre in den Jugendteams.
2010 wagte er mit einer einjährigen Leihe den Schritt nach Deutschland. Er schloss sich der Jugendabteilung der TSG 1899 Hoffenheim an. In 23 Ligaspielen konnte er 11 Tore erzielen. Auch dank ihm konnte sich Hoffenheim für die Endrunde der U-17-Bundesliga qualifizieren, schied aber bereits in der ersten Runde gegen die Jugend des 1. FC Köln aus. 2011 zog es ihn zurück zu den Grasshoppers. Er spielte dort für die zweite Mannschaft in der damaligen 1. Liga Classic Gruppe 2. In der Hinrunde kam er nur zu wenigen Kurzeinsätzen oder stand nicht im Kader. Erst in der Rückrunde wurde er zu einem wichtigen Spieler. In 22 Spielen schoss er sechs Tore (fünf davon in der Rückrunde). Durch diese Leistungen schaffte er es erstmals in das Kader der  U-17 der Schweiz.

### VfL Wolfsburg-Jugend und erneuter Versuch bei GC Zürich
2012 wurde er erneut an einen deutschen Verein ausgeliehen, diesmal den VfL Wolfsburg. Dort avancierte er sofort zum Topstürmer der U-19 und erzielte in 25 Spielen 15 Tore und vier Vorlagen. Die Mannschaft konnte sich für die Meisterschaftsendrunde qualifizieren und gewann im Endspiel der Saison 2012/13 den deutschen A-Junioren-Meistertitel. Anschliessend kehrte er zu den Grasshoppers zurück. Dort kam er erneut nicht zum Durchbruch im Profikader und musste bei der zweiten Mannschaft spielen. Am Ende der Saison standen sieben Tore in 12 Spielen zu Buche.

### Rückkehr nach Wolfsburg und FC Vaduz
Danach endete sein Vertrag beim Grasshopper Club Zürich, und er wechselte zur zweiten Mannschaft des VfL Wolfsburg in die Fussball-Regionalliga Nord. Dort wurde er erneut Leistungsträger und schoss in der Spielzeit 2014/15 in 26 Spielen 11 Tore. Im August 2015 verliess er den VfL Wolfsburg und schloss sich dem FC Vaduz an. Sein erstes Spiel in der Raiffeisen Super League machte er am 12. September 2015 gegen den BSC Young Boys.

## Nationalmannschaft
Avdijaj bestritt bisher Spiele für die Schweiz U-17, U-18 und U-19.
2014 machte er zwei Spiele für die inoffizielle Nationalmannschaft des Kosovo. 2015 entschied er sich, in der Zukunft für Albanien aufzulaufen.
Am 16. Juni 2015 machte er bei einem Freundschaftsspiel gegen Schweden sein erstes Pflichtspiel und schoss sein erstes Tor für Albaniens U-21-Nationalmannschaft. Bei der 4:1-Niederlage schoss er das einzige Tor. Im September desselben Jahres folgte ein zweiter Einsatz bei einem Qualifikationsspiel für die U-21 Europameisterschaft 2017 gegen Israel.

## Titel und Erfolge

### VfL Wolfsburg U19
- Deutsche A-Junioren-Bundesliga: 2012/13

### VfL Wolfsburg II
- Deutsche Regionalliga Nord:

### FC Vaduz
- Liechtensteiner Cup: 2016, 2017

### KS Vllaznia Shkodra
- Albanischer Pokal: 2020/21